# Ratos de Porão
Ratos de Porão (pt.: Kellerratten) ist eine brasilianische Band aus São Paulo, die im Jahr 1981 gegründet wurde.

## Geschichte
Die Band wurde im Jahr 1981 gegründet. Im Folgejahr nahm die Band an den Aufnahmen zur Split-Veröffentlichung Sub teil. Die Band war auf dem im Jahr 1983 veröffentlichten Tonträger mit sechs Liedern vertreten. Nach den Aufnahmen folgten einige Konzerte. Im Jahr 1984, nachdem João „João Gordo“ Francisco Benedan als neuer Sänger zur Band kam, veröffentlichte die Gruppe ihr Debütalbum Crucificados Pelo Sistema. 1985 folgte eine Live-Split-Veröffentlichung mit Cólera namens Ratos de Porao e Cólera Ao Vivo. Im Folgejahr erschien das zweite Album Descanse em Paz, mit Gitarrist Joăo „Jão“ Carlos Molina Esteves und Schlagzeuger Nelson „Spaghetti“ Evangelista Jr. als neue Mitglieder. Das nächste Album schloss sich bereits 1987 an und trug den Namen Vivendo Cada Dia Mais Sujo e Agressivo. Die Band erreichte verstärkt Aufmerksamkeit, woraus ein Vertrag mit Roadrunner Records resultierte. Bei diesem Label erschien 1989 das Album Brasil und ein Jahr später das Album Anarkophobia. Beide Alben wurden jeweils in Berlin aufgenommen. Im Jahr 1992 erschien das erste Live-Album RDP Ao Vivo über Eldorado Records. 1993 schloss sich dann das nächste Album mit dem Namen Another Crime... In Massacreland. Als nächste folgte im Jahr 1995 das Album Feijoada Acidente?, ein Album auf dem ausschließlich Coverversionen zu hören waren. Der Tonträger erschien in zwei Versionen: Auf der einen konzentrierte man sich ausschließlich auf brasilianische Künstler, während auf der anderen internationale Bands gecovert wurden. Nachdem im Jahr 1995 der Vertrag mit Roadrunner Records ausgelaufen war, erschien im Jahr 1997 das Album Carniceria Tropical. Im Jahr 2001 erreichte die Band einen Vertrag mit Alternative Tentacles Records. Im selben Jahr erschien bei diesem Label das Album Sistemados pelo Crucifa. 2002 trennte sich die Gruppe von diesem Label wieder, nachdem Onisciente Colectivo erschien. Danach folgte ein Auftritt im CBGB in den USA. Das Konzert wurde aufgenommen und 2003 unter dem Namen Ao Vivo no CBGB als Live-Album veröffentlicht. Im Jahr 2006 erschien das Album Homem Inimigo Do Homem und im Jahr 2014 das bislang letzte Album Século Sinistro.

## Stil
Die Band entwickelte sich von einer anfänglich reinen Hardcore-Punk-Band zu einer Band, die eine Mischung aus Thrash Metal und Hardcore Punk spielt, wobei die E-Gitarren einen leichten Death-Metal-Klang aufweisen.

## Diskografie
- Demo 1982 (Demo, 1982, Eigenveröffentlichung)
- Sub (Split mit Cólera, Psykóze und Fogo Cruzado, 1983, Devil's Records)
- Crucificados Pelo Sistema (Album, 1984, Punk Rock Discos)
- Ratos de Porao e Cólera Ao Vivo (Live-Split mit Cólera, 1985, Ataque Frontal)
- Descanse em Paz (Album, 1986, Baratos Afins)
- Cada Dia Mais Sujo e Aggressivo (Album, 1987, Cogumelo Records)
- Brasil (Album, 1989, Roadrunner Records)
- Anarkophobia (Album, 1990, Roadrunner Records)
- Anarkophobia (VHS, 1991, Ataque Frontal)
- RDP Ao Vivo (Live-Album, 1992, Eldorado Records)
- Just Another Crime... In Massacreland (Album, 1993, Roadrunner Records)
- Brasil/Anarkophobia (Kompilation, 1994, Roadrunner Records)
- Feijoada Acidente? - Brasil (Album, 1995, Roadrunner Records)
- Feijoada Acidente? - Internacional (Album, 1995, Roadrunner Records)
- Carniceria Tropical (Album, 1997, Paradoxx Music)
- Periferia 1982 (Kompilation, 1999, Gravações Sem Qualidade)
- Guerra Civil Canibal (EP, 2000, Alternative Tentacles)
- Só Crássicos (Kompilation, 2000, Roadrunner Records)
- Sistemados Pelo Crucifa (Album, 2001, Alternative Tentacles)
- Onisciente Coletivo (Album, 2002, Alternative Tentacles)
- Ao Vivo no CBGB (Live-Album, 2003, Peculio Discos)
- Homem Inimigo Do Homem (Album, 2006, Deckdisc Records)
- Ratos De Porão / Looking for an Answer (Split mit Looking for an Answer, 2010, Beat Generation Records)
- Guidable – A Verdadeira História do Ratos de Porão (DVD, 2010, Black Vomit Filmes)
- Ao Vivo no Circo Voador (DVD, 2010, Monstro Discos)
- Século Sinistro (Album, 2014, Bruak! Records)
- Ao Vivo Napalm 1983 (EP, 2015, Hearts Bleed Blue)
- Necropolítica (Album, 2022, Shinigami Records)